# Sloane Morgan Siegel
Sloane Morgan Siegel (* 20. November 2000 in Washington, D.C.) ist ein US-amerikanischer Schauspieler und Synchronsprecher, der seit 2014 als Kinderdarsteller in der Haupt- und Titelrolle des Gortimer Gibbon in der Amazon-Studios-Original-Serie Gortimer Gibbon – Mein Leben in der Normal Street zu sehen ist.

## Leben
Sloane Morgan Siegel wurde am 20. November 2000 in Washington, D.C. geboren und wuchs auf einem Gnadenhof in Falling Waters, West Virginia auf, bis er zehn Jahre alt war. Zur Schauspielerei kam er im Alter von neun Jahren, als er ein Jahr lang als Amateurschauspieler in Las Vegas in Erscheinung trat. Im Januar 2011, nachdem er bereits an einer Episode von The Tonight Show with Jay Leno mitgewirkt hatte, zog er mit seinem Vater nach Los Angeles, um sich auf seine Schauspielausbildung zu fokussieren. Die Mutter kam erst nach den ersten Schauspieleinsätzen ihres Sohnes nach Kalifornien. So kam der vom Go Talent Management betreute und vom Abrams Artists Agency vertretene Siegel binnen weniger Jahre in über 50 (zumeist Kurz-)Filmen, über 40 nationalen und internationalen Werbespots, knapp 20 Serien-Piloten und ebenso vielen Fernsehauftritten sowie rund 30 Produktionen im Voice-over-Bereich und diversen Musikvideos wie auch als Model in Printmedien zum Einsatz.
2011 hatte er diverse Einsätze in Kurzfilmen und Musikvideos, unter anderem zu Liedern von Ximena Sariñana, Rise Against und Wen Ren, und wurde in verschiedenen Serien-Piloten eingesetzt. In diesem Jahr war er auch in einer unwesentlichen Gastrolle im christlichen Spielfilm Life Fine Tuned von Nina May zu sehen. 2012 folgten neben Einsätzen in weiteren Kurzfilmen auch Auftritte in Spielfilmen wie Hate Crime des Nachwuchsfilmschaffenden James Cullen Bressack, Paranormal Adoption von Carl Watts oder Nuclear Family unter der Regie von Kyle Rankin.
Neben einem Einsatz im Pilot The Meltdown Pot war Siegel 2012 auch in einer Episode von Big Time Rush, als wiederkehrender Charakter in drei Folgen von Partners sowie in einer Episode von Modern Family zu sehen. 2013 folgten neben Einsätzen im Kurzfilm Future Self und im Segment Unmimely Demise von Theatre of the Deranged II, bei dem abermals James Cullen Bressack als Regisseur mitwirkte, auch Gastauftritte in den Serien The Neighbors (1 Episode), The Funny Bunch (2 Episoden) und Wendell & Vinnie (1 Episode). Nachdem er 2011 bereits an Jon Stahls Kurzfilm Teechers mitgewirkt hatte, war er 2014 unter der Regie von Stahl auch im fortsetzenden Kurzfilm Teechers 2, sowie in der Spielfilm-Mockumentary Teechers als Dr. Sloane Stuben zu sehen. In Walter Boholsts Voodoo Encounters, einem Horrorfilm mit Danny Trejo, spielte er in diesem Jahr auch eine jüngere Version des von Ryan Caltagirone dargestellten Charakter des Aiden Chase.
Seinen Durchbruch schaffte er allerdings erst, als er im September 2013 in die Haupt- und Titelrolle des Gortimer Gibbon in der ab 2014 ausgestrahlten Amazon-Studios-Original-Serie Gortimer Gibbon – Mein Leben in der Normal Street gecastet wurde. In dieser Rolle ist er seitdem in bisher (Stand: Dezember 2015) zwei Staffeln auf Amazon Video, bis September 2015 auch unter Amazon Instant Video bekannt, zu sehen. Für sein Engagement wurde er bei den Young Artist Awards 2015 auch für einen Young Artist Award in der Kategorie „Bester Hauptdarsteller in einer Fernsehserie – Komödie oder Drama“ nominiert und konnte sich in dieser Kategorie gegen Schauspielkollegen wie Jadiel Dowlin, Filip Geljo, Sean Michael Kyer oder Albert Tsai durchsetzen.
Während er in der deutschsprachigen Synchronfassung von Wendell & Vinnie noch von Nicolas Rathod gesprochen wurde, übernahm seine deutsche Stimme in Gortimer Gibbon – Mein Leben in der Normal Street Niklas Münnighoff. Im Jahre 2015 wurde Sloane Morgan Siegel im Kurzfilm Game of Scones von Louis Allen zu sehen, hatte einen Gastauftritt im Film Consumers unter der Regie von Daniel Belkin und Matthew Kotzin und hatte auch ein Engagement als Synchronsprecher im November 2015 veröffentlichten Amazon-Pilot Eddie of the Realms Eternal, als er die Haupt- und Titelfigur Eddie verkörperte.

## Filmografie (Auswahl)
Filmauftritte (auch Kurzauftritte)
- 2011: Unmimely Demise (Kurzfilm)
- 2011: What It Is (Kurzfilm)
- 2011: Teechers (Kurzfilm)
- 2011: Sirk! (Kurzfilm)
- 2011: Life Fine Tuned
- 2012: Popcorn (Kurzfilm)
- 2012: Hate Crime
- 2012: Paranormal Adoption
- 2012: Agent Steele (Kurzfilm)
- 2012: Between the Forest and the Field (Kurzfilm)
- 2012: Nuclear Family
- 2013: Theatre of the Deranged II
- 2013: Future Self (Kurzfilm)
- 2014: Voodoo Encounters
- 2014: Teechers 2 (Kurzfilm)
- 2014: Teechers
- 2015: Game of Scones (Kurzfilm)
- 2015: Consumers

Serienauftritte (auch Gast- und Kurzauftritte)
- 2010: The Tonight Show with Jay Leno (1 Episode)
- 2011: Little in Common (Pilot)
- 2011: The Cynical Life of Harper Hall (Pilot)
- 2012: The Meltdown Pot (Pilot)
- 2012: Big Time Rush (1 Episode)
- 2012: Partners (3 Episoden)
- 2012: Modern Family (1 Episode)
- 2013: The Neighbors (1 Episode)
- 2013: The Funny Bunch (2 Episoden)
- 2013: Wendell & Vinnie (1 Episode)
- 2014–2016: Gortimer Gibbon – Mein Leben in der Normal Street (Gortimer Gibbon’s Life on Normal Street, 39 Episoden)
- 2015: Eddie of the Realms Eternal (Sprechrolle; Pilot)
- 2018: Navy CIS (NCIS, 1 Folge)
- 2019–2021: George – Ritter wider Willen (Dwight in Shining Armor, 51 Episoden)

## Musikvideos
- 2011: Co-Star in Different von Ximena Sariñana
- 2011: Co-Star in einem Musikvideo von Rise Against
- 2011: Lead in Streets to Nowhere von Wen Ren
- Lead in 22 Shooting Stars
- Lead in Outlaw on the Run

## Auszeichnung
- 2015: Young Artist Award in der Kategorie „Bester Hauptdarsteller in einer Fernsehserie – Komödie oder Drama“ für sein Engagement in Gortimer Gibbon – Mein Leben in der Normal Street[2]